# Голубой крест (фильм, 1955)
«Голубой крест» (пол. Błękitny krzyż) — польский художественный фильм режиссёра Анджея Мунка, снятый в 1955 году.

## Сюжет
Военная драма. Февраль 1945 года. Группа польских горноспасателей отправляется в Татры на помощь раненым русским и словацким партизанам, находящимся в тылу врага за линией фронта.

## В ролях
- Густав Холоубек
- Станислав Марусаж
- Роман Холи
- Станислав Бырцын-Гусеница
- Тадеуш Гусеница-Гьевонт
- Владислав Гондек
- Стефан Йоняк
- Юзеф Кшепновский
- Ян Кшистаняк

В фильме снимались польские спортсмены-горнолыжники, прыгуны с трамплина и другие, среди которых Станислав Марусаж, член олимпийской сборной команды Польши на зимней Олимпиаде 1932 года, Олимпиаде 1936 года, Олимпиаде 1948 года и Олимпиаде 1952 года, сам бывший в годы войны в польском сопротивлении.

## Награды
- Бронзовая медаль на 16-м Венецианском кинофестивале в 1955 году режиссёру А. Мунку.
- Премия «Złota Kaczka» («Золотая Утка») режиссёру А. Мунку в номинации Лучшему режиссёру фильмов, награждавшихся на крупных мировых кинофестивалях (2010).